# Staffelfelden
Staffelfelden ist eine französische Gemeinde mit 4070 Einwohnern (Stand 1. Januar 2022) im Département Haut-Rhin in der Region Grand Est (bis 2015 Elsass). Sie gehört zum Arrondissement Mulhouse und zum Kanton Wittenheim.

## Geografie
Die ehemalige Bergbaugemeinde Staffelfelden liegt beiderseits der Thur, etwa acht Kilometer nordwestlich von Mulhouse. Der Ortsteil Cité Rossallmend entstand als Arbeitersiedlung für die Beschäftigten der Kalimine Marie-Louise, die 2002 stillgelegt wurde.

## Geschichte
Von 1871 bis zum Ende des Ersten Weltkrieges gehörte Staffelfelden als Teil des Reichslandes Elsaß-Lothringen zum Deutschen Reich und war dem Kreis Thann im Bezirk Oberelsaß zugeordnet.

### Bevölkerungsentwicklung
| 1910 | 1962 | 1968 | 1975 | 1982 | 1990 | 1999 | 2006 | 2017 |
| ---- | ---- | ---- | ---- | ---- | ---- | ---- | ---- | ---- |
| 253  | 3164 | 3234 | 3513 | 3465 | 3331 | 3553 | 3.79 | 3959 |

## Sehenswürdigkeiten
- Kirche St. Gallus (Église Saint-Gall)

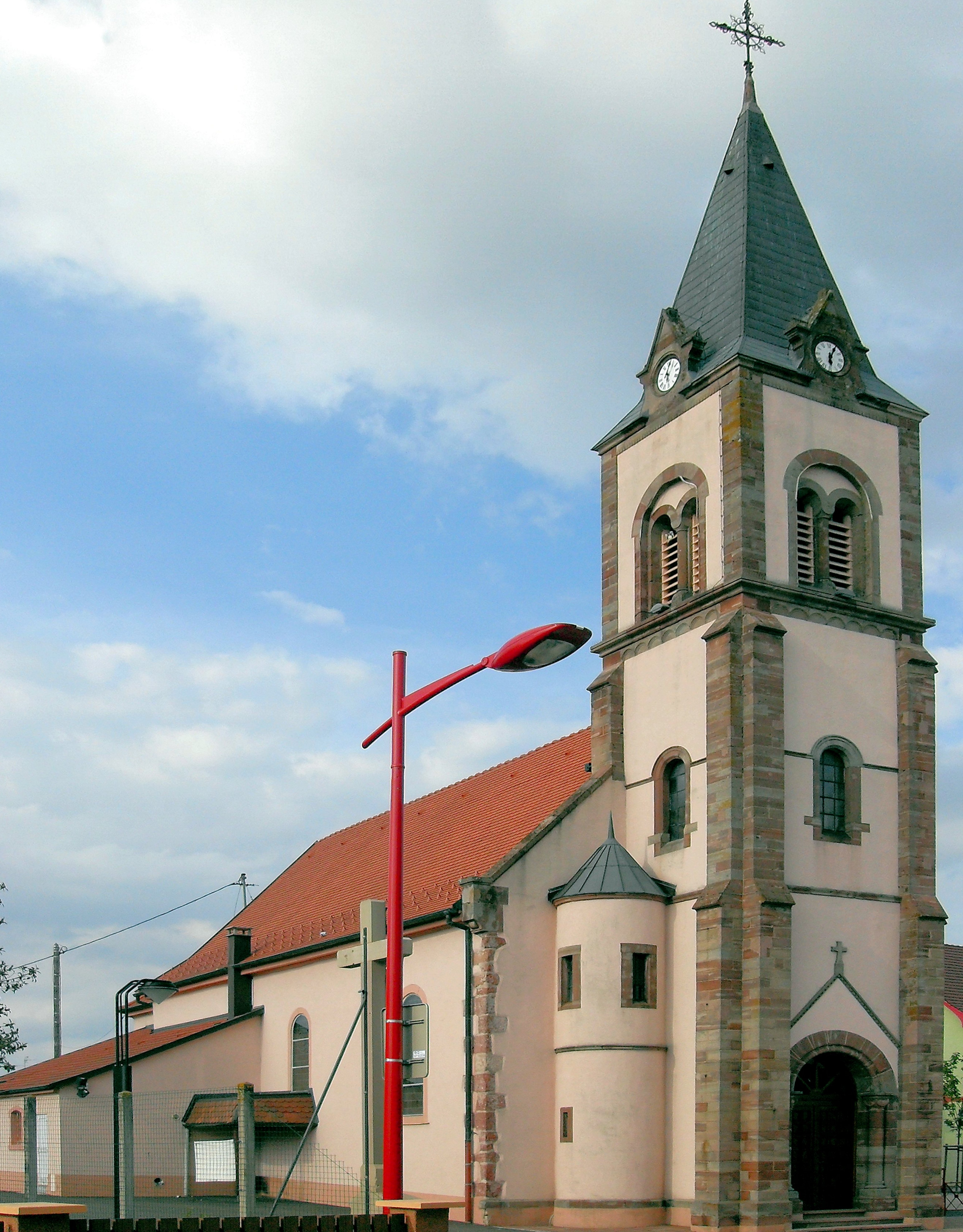
Südwestseite der Kirche St. Gallus
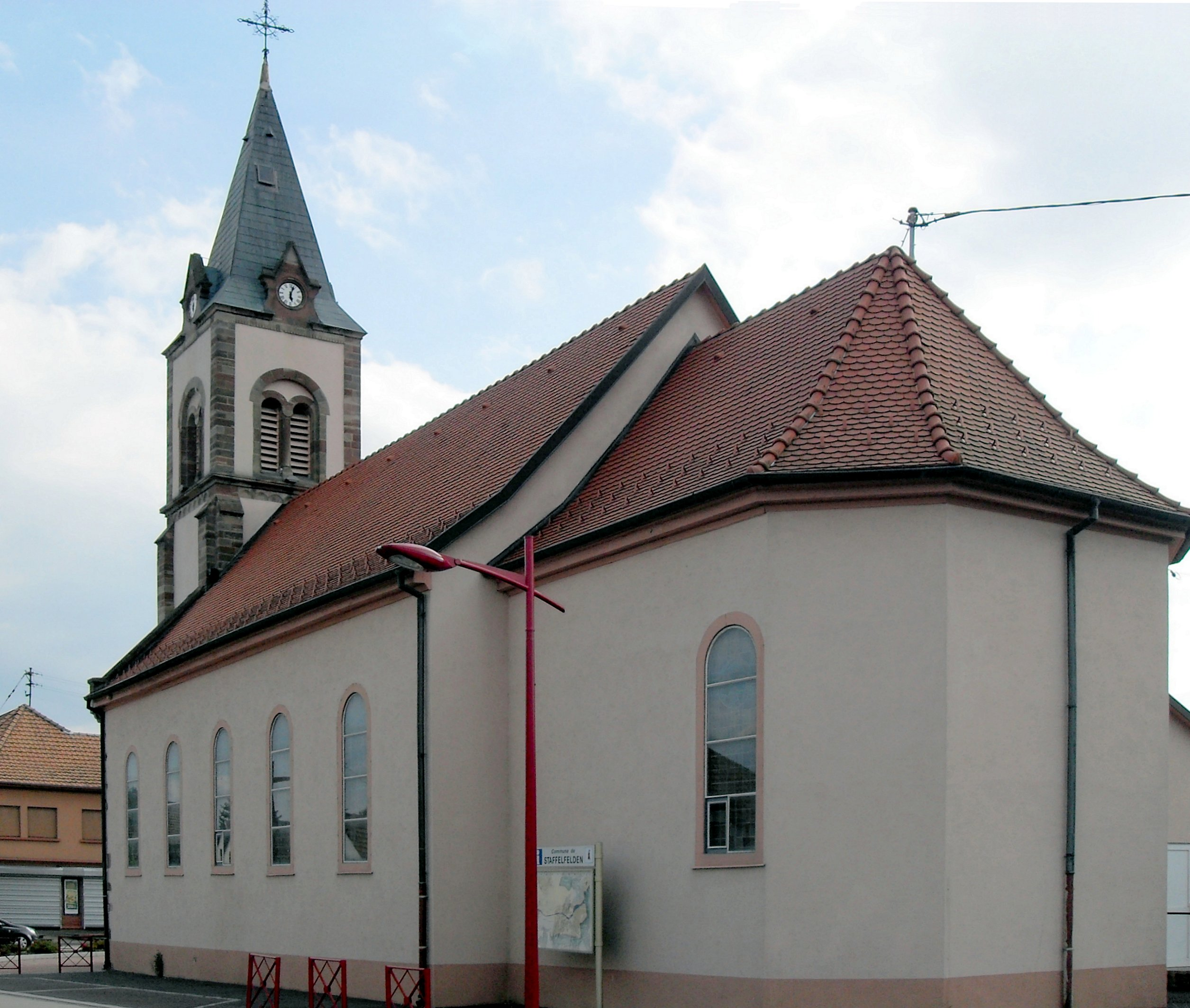
Nordostseite der Kirche St. Gallus
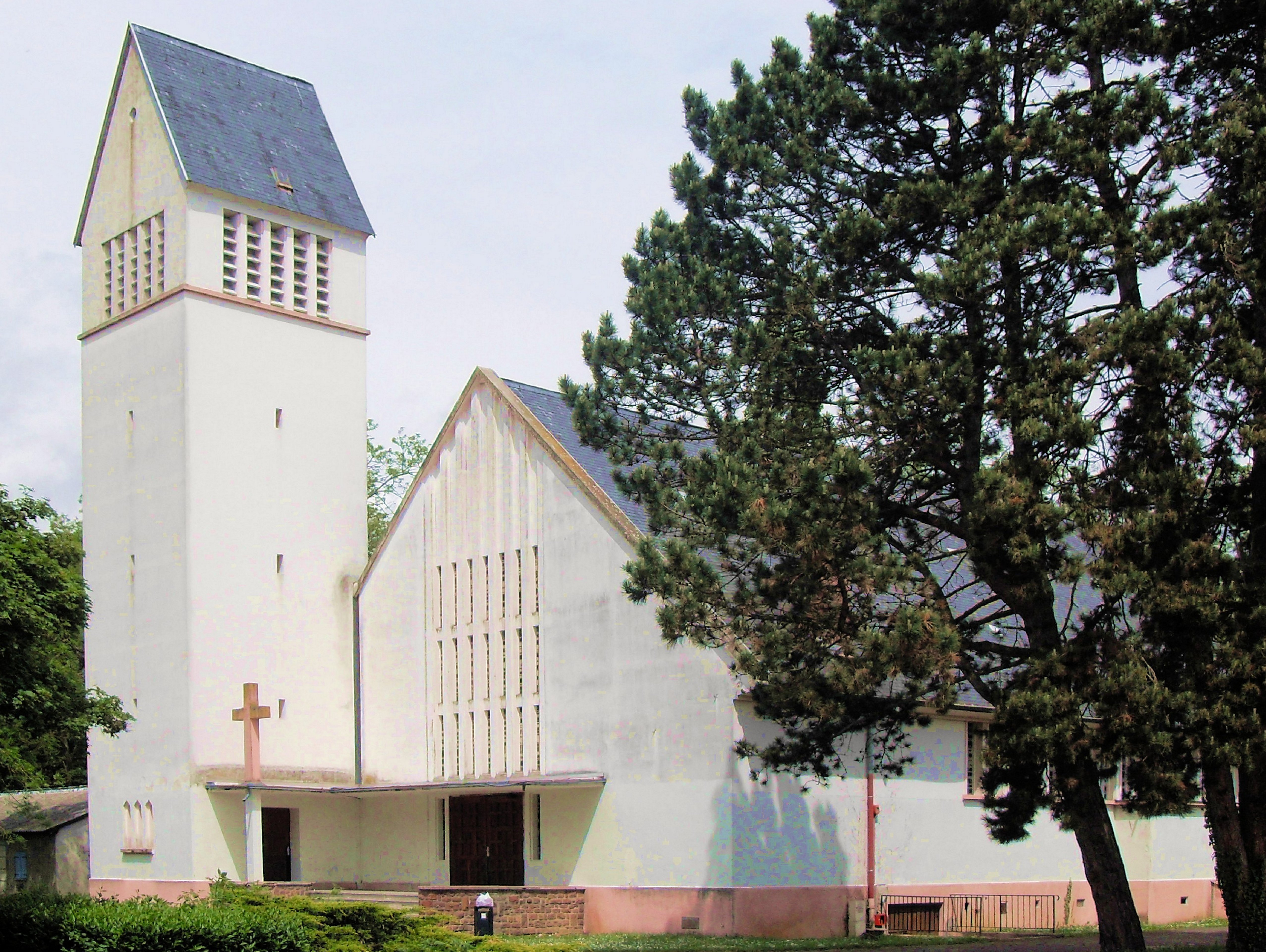
Kirche St. Peter und Paul in der Siedlung Cité Rossallmend

## Persönlichkeiten
- Arnaud Merklé (* 2000), Badmintonspieler